# پری ونزوئلایی
پری ونزوئلایی (نام علمی: Aglaiocercus berlepschi) یک گونه در معرض خطر انقراض مرغ مگس در تبار خورشیدفرشته‌تباران (Lesbiini) از زیرتیرهٔ خورشیدیان (Lesbiinae) است. محدود به دو رشته‌کوه کوچک در شمال شرقی ونزوئلا است.